# 布娃娃系统

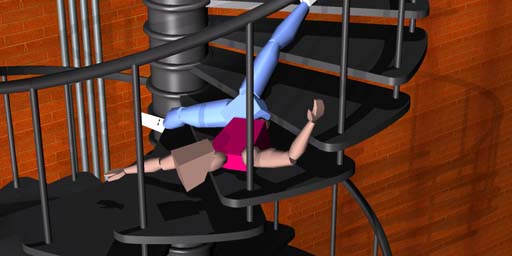
早期（1997年）布娃娃系统构成的动画。

布娃娃物理系统（英文：Ragdoll physics）是用在電子游戏的物理引擎中代替传统静态动画的可变性角色动画系统。

## 简介
在早期电脑游戏中，开发者通过手工制作一组按动作顺序的角色图像，并接连显示出来以达到角色动画的目的。这种技术对处理器的要求很低。
随着电子科技的不断发展，在游戏中实现实时动画逐渐变成现实。开发者用三维绘图工具制作一个角色模型，并在合适的位置给角色安装骨骼，通过游戏引擎中的骨骼控制模板，控制这些骨骼的移动，而角色的表层随着骨骼的移动而发生相应的变化。这样的技术让游戏中的角色有更加多变丰富的动作可以变现。
但由于技术的限制，诸如骨骼的移动没有类似肌肉的物质来约束，以致游戏引擎在控制移动骨骼时，常常出现将骨骼移到一个在现实中不可能实现的位置，就像布娃娃，该系统由此得名。
第一个使用了布娃娃系统的游戏是《侏儸紀公園：侵入者》，虽然该作漏洞百出，但还是因为率先使用了物理引擎而被载入史册中。
当前的游戏设计中，布娃娃系统常用在动作游戏以及射击游戏中，且技术有了很大进步。玩家控制角色身体的一部分，其余部分跟着运动，进而营造一种丰富的动作表达。

## 利弊
由于计算机的各种技术限制，游戏开发者不能够使用完全仿真的布娃娃设计，而采用一种相对简单的模式。
- 一些末端骨骼如手指能做出种类繁多的动作。
- 利用骨骼联合点代替真实的骨骼肌来约束骨骼的移动，能取得较好的表现效果。
- 通过布娃娃的碰撞检测可以让角色在游戏中的表现更为真实。不同的先前的将整个角色模型用来进行碰撞检测。

布娃娃系统最大的优势还是在于取代传统的角色动作系统。

## 其他形式
除了constrained-rigid-body型的布娃娃系统被广泛使用外，还有一些仿效布娃娃系统的设计：